# Anglisídes
Anglisídes (grec moderne : Αγγλισίδες) est un village de Chypre de plus de 1 146 habitants.